# Karlheinz Zoeller
Karlheinz Zoeller (Höhr-Grenzhausen (Westerwald),  Berlijn, 1928 - 29 juli 2005) was een Duits fluitist. Hij was solofluitist van de Berliner Philharmoniker van 1960 tot 1969 en van 1976 tot 1993.

## Leven
Zoeller studeerde in Frankfurt am Main en in Detmold bij Kurt Redel. Na eerste betrekkingen in Frankfurt, Herford en bij het symfonieorkest van de WDR in Keulen werd hij in 1960 solofluitist van de Berliner Philharmoniker. Na een ernstig auto-ongeluk tijdens een gastoptreden in Zuid-Amerika in 1968 vertrok hij uit Berlijn om docent te worden aan de Hochschule für Musik und darstellende Kunst Hamburg (huidige naam Hochschule für Musik und Theater Hamburg). Nadat hij hersteld was van het ongeval keerde hij in 1976 bij de Berliner Philharmoniker terug.
Zoeller maakte internationaal furore als solist en in de kamermuziek, met name onder leiding van dirigent Herbert von Karajan.
Zoeller was actief in de nieuwe muziek. Als solist speelde hij de premières als het dubbelconcert voor fluit, hobo en orkest van György Ligeti (1972) en de fluitconcerten van Isang Yun (1977) en Manfred Trojahn (1983).  
In 1964 richtte Zoeller het succesvolle ensemble Philharmonische Solisten Berlin op.
Zoeller gaf les aan de Hochschule der Künste Berlin een aan de orkestacademie van de Berliner Philharmoniker. Ook gaf hij masterclasses over de hele wereld.
- Bibsys: 99020916
- Bibliothèque nationale de France: cb13901437t (data)
- CiNii: DA09894101
- Gemeinsame Normdatei: 104027665
- International Standard Name Identifier: 0000 0000 6310 8167
- Library of Congress Control Number: n86869434
- Nationale Bibliotheek van Letland: 000340907
- MusicBrainz: 9fe0bbed-e783-4486-b17c-b8c45e95b23f
- Nationale Bibliotheek van Tsjechië: xx0233789
- Nationale Bibliotheek van Israël: 987007426732605171
- Istituto Centrale per il Catalogo Unico: LO1V291894
- Système universitaire de documentation: 174603355
- Virtual International Authority File: 64193497
- WorldCat: E39PBJbCPg6Mg3bkkXFQcDJkXd